# Técnica de construcción de la Gran Muralla china

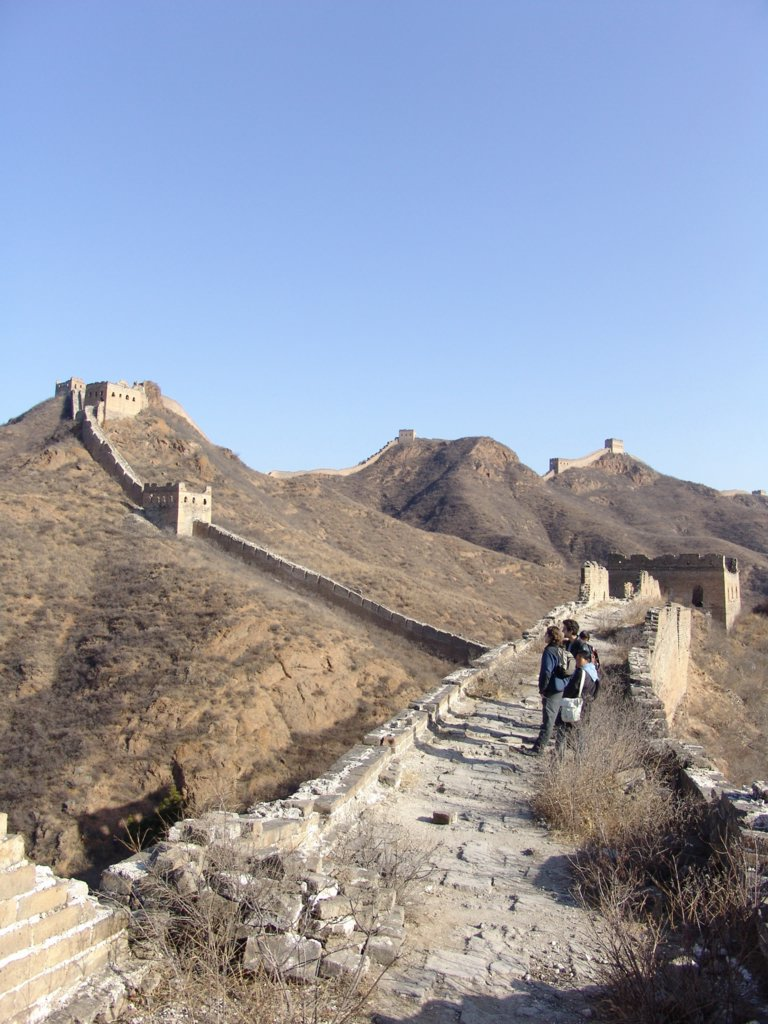
Parte sin restaurar de la Gran Muralla china

Desde la primera construcción de la Gran Muralla, las paredes del norte de China estaban hechas de ladrillos y piedras. Generalmente eran, al principio, montones de tierra y rocas. Luego, durante su reconstrucción y expansión bajo la dinastía Ming, la Gran Muralla china adquirió una apariencia más sólida mediante el uso sistemático de ladrillos y piedras. Vista en sección, es más ancha en el pie que en la parte superior y sus paredes están ligeramente inclinadas. El muro tiene un ancho promedio de 7 m, con un máximo de 10 m en algunos lugares; y una altura promedio de 9 m, con un máximo de 15 m.
El esplendor de esta muralla construida con fines militares bajo diferentes dinastías, como los Hans y los Mings, se logró gracias al trabajo de miles de hombres, a lo largo de varias generaciones y a gastos significativos para el Estado chino de la época. "Era necesaria una política de mano de obra en una empresa tan gigantesca".
Para construir con éxito una infraestructura de este tipo, es necesario discutir la estructura administrativa. De hecho, era necesario un sistema racional de organización y supervisión. "Algunas tareas se dividieron y distribuyeron entre las áreas de la guarnición; en otros lugares, se reunieron grandes contingentes para abordar porciones enteras de trabajo."
Los materiales provienen de diferentes lugares y vienen en diferentes formas. De hecho, la tierra, la piedra, la madera y las tejas (o baldosas) son los principales materiales utilizados en la construcción de la Gran Muralla. "Se construyó de acuerdo con varios métodos, dependiendo del tiempo y el lugar: grandes bloques de piedra seca, capas de arcilla, sólidos ladrillos, gracias a la presencia de harina de arroz, como nuestros hormigones actuales."
El ladrillo no llega hasta más tarde en la dinastía Ming. La mayoría de las veces, los materiales utilizados para la Gran Muralla provienen del lugar de construcción. "En las montañas, piedra; en el campo o en el loess, la tierra apisonada; en el desierto de Gobi, capas de arena alternadas con guijarros, ramas de tamarisco y juncos ...".
Los ladrillos se podían hacer de forma artesanal, con hornos. "Un reciente descubrimiento arqueológico en Qinhuangdao ha revelado 51 hornos de ladrillos que se utilizaron para hacer los ladrillos grises de la gran muralla. Los hornos de 3,5 metros de diámetro son de tres tipos diferentes."
Los hornos se construyeron así localmente a lo largo de lugares particularmente difíciles de acceder. "El agua vertida en un hueco de la parte superior del horno provocaba el glaseado de la cerámica.".
Los materiales eran transportados utilizando varios medios de transporte. El más importante era el uso de los recursos humanos. En fila india, los trabajadores pasaban lo necesario a la ubicación deseada. El uso de la carretilla y técnicas como el apalancamiento y los balancines eran importante en terrenos planos. Se mencionan animales, pero no se usaron en grandes cantidades. "Alforjas a lomos de burros, ladrillos unidos a los cuernos de las cabras... los animales porteaban pendiente arriba".
Las técnicas creativas de construcción eran necesarias en tal trabajo. Parece que la falta de maquinaria y medios de transporte adecuados desarrolló técnicas específicas para esta construcción. El suelo tuvo que ser nivelado para la colocación de ladrillos y piedras, tras lo cual el muro fue construido capa por capa de una manera metódica. "La construcción del muro se realizó partiendo del modelo de los muros de adobe." Es decir, dos paramentos de piedra entre los cuales se rellena el espacio vacío con arena y guijarros. A la altura deseada, era suficiente agregar ladrillos en la superficie. Las paredes de tierra fueron compactadas según la técnica tradicional china. 
Según algunas investigaciones del académico argelino Mostefai Ouahiba, el adobe experimentó un ascenso meteórico en el norte de África y lo demuestra el muro de Sour, no lejos de Mostaganem en el oeste de Argelia. Se dice que "en la Lista del Patrimonio de la Humanidad de la UNESCO hay sitios arqueológicos y arquitectónicos históricos en tierra cruda que representan el 10% de este patrimonio de la humanidad, encarnado por 70 conjuntos clasificados, aunque cientos más deberían 'estar. Lo que nos preocupa es la ignorancia sobre este material de la tierra ".